# الحكيم السمرقندي
أبو القاسم إسحاق بن محمد بن إسماعيل بن إبراهيم الحكيم السمرقندي فقيه وعالم حنفي، وأحد تلامذة مؤسس المدرسة الماتريدية أبو منصور الماتريدي. عرف بأبي القاسم الحكيم لكثرة حكمه ومواعظه. له نص منشور باسم السواد الأعظم، وهو مع اختصاره من أقدم النصوص الماتريدية المنشورة، ويقدم فيه مؤلفه خطة عملية للغاية تتجلى فيه هذه الصفة التي اتصف بها المنهج الماتريدى، ويقوم الكتاب على فكرة تقديم مفهوم السواد الأعظم التي ورد في الخبر أنهم الفرقة الناجية. توفي سنة 342 هـ.